# Protionamidă
Protionamida este un antibiotic utilizat în tratamentul tuberculozei. A fost investigată și pentru tratamentul leprei. Este o tioamidă.